# Сарігіол-де-Дял
Сарігіол-де-Дял (рум. Sarighiol de Deal) — село у повіті Тулча в Румунії. Входить до складу комуни Бейдауд.
Село розташоване на відстані 193 км на схід від Бухареста, 58 км на південний захід від Тулчі, 59 км на північ від Констанци, 89 км на південний схід від Галаца.

## Населення
За даними перепису населення 2002 року у селі проживали 625 осіб. Рідною мовою 622 особи (99,5%) назвали румунську.
Національний склад населення села:
| Національність | Кількість осіб | Відсоток |
| -------------- | -------------- | -------- |
| румуни         | 557            | 89,1%    |
| цигани         | 66             | 10,6%    |